# Хрватски идол
Хрватски идол је био хрватска верзија Поп идола. Биле су укупно двије сезоне.
У првој сезони је побиједила Жанамари Лалић, а у другој сезони Патрик Јурдић. Иако је прва сезона била успјешна код гледалаца, друга сезона није постигла тај успјех. Због тога трећа сезона није одржана. На РТЛ телевизији, послије четири године, музички шоу се вратио на хрватске екране под новим именом Хрватска тражи звијезду.
Жири у првој сезони су чинили: Ђорђе Новковић, Мирослав Шкоро, Иванка Бољковац и Никша Братош. У другој сезони чланови жирија су били: Зринко Тутић, Горан Каран, Ricardo Luque и Марија Хусар.